# Jan Patočka
Jan Patočka (Turnov, Osztrák–Magyar Monarchia, ma Csehország, 1907. június 1. – Prága, 1977. március 13.) cseh filozófus, fenomenológus.

## Munkássága
A prágai Károly Egyetemen tanult szláv filológiát, romanisztikát és filozófiát. Később Párizsban, Berlinben és Freiburgban tanult Heidegger és Husserl tanítványaként. A Cercle Philosophique de Prague egyik alapítója. Első tanulmányait 1928-ban a Česká mysl című folyóiratban közölte. Habilitációs munkája, A természetes világ mint filozófiai probléma 1936-ban jelent meg. A második világháború után a Károly Egyetemen tanított antik filozófiatörténetet. 1949-ben a kommunista hatalomátvétel után eltávolították az egyetemről és nem publikálhatott. 1964-ben jelent meg Arisztotelészről szóló könyve. 1965-ben a cseh Filozófiai Szemlében adták ki Bevezetés Husserl fenomenológiájába című tanulmányát.
1968-ban, a prágai tavasz során címzetes egyetemi tanár lett. Fenomenológiáról és történelemfilozófiáról tartott nagy sikerű előadásokat. 
1972-ben ismét eltávolították az egyetemről. A cseh demokratikus ellenzék képviselőinek tartott magánszemináriumokat. A Két tanulmány Masarykról és az Eretnek esszék a történelem filozófiájáról című tanulmányai szamizdatban jelentek meg. 
Az 1977-ben fellépő Charta ’77 egyik alapítója és szóvivője volt. Ezután a rendőrségi zaklatások fokozódtak ellene. Egy több mint 12 órán át tartó vallatás során halt meg 70 éves korában.

## Magyarul megjelent művei
- Mi a cseh? Esszék és tanulmányok; összeáll. Ivan Chvatík, előszó Petr Pithart, utószó Vajda Mihály, ford. Kiss Szemán Róbert, Németh István; Kalligram, Pozsony, 1996 (Visegrád könyvek) ISBN 80-7149-113-6
- A jelenkor értelme. Kilenc fejezet egyetemes és cseh problémákról; ford. Németh István; Kalligram, Pozsony, 1999 ISBN 80-7149-266-3
- Európa és az Európa utáni kor; ford. Németh István, utószó Csák László; Kalligram, Pozsony, 2001 ISBN 80-7149-393-7
- Platón és Európa; ford. Varga György; MMA, Bp., 2021 (Pars pro toto)